# Ignacio Bergara
Ignacio Bergara, vollständiger Name Ignacio Miguel Bergara de Medina, (* 20. Juli 1940 in Montevideo; † 4. Januar 2004 in Ibiza, Spanien) war ein uruguayischer Fußballspieler.

## Verein
Mittelfeldspieler Bergara stand 1958 in Reihen des montevideanischen Vereins Racing. Nachdem Bergara in der Spielzeit 1962/63 in Spanien 15 Erstligapartien für RCD Mallorca bestritten hatte, trat er in den Jahren 1964 bis 1969 für dessen Ligakonkurrenten Espanyol Barcelona an. Dort werden in diesem Zeitraum 51 Spiele in der Primera División für Bergara geführt, in denen er sieben Tore erzielte. Von 1969 bis 1972 spielte er für UE Sant Andreu. In diesen drei Saisons der Segunda División absolvierte er 58 Begegnungen und traf zweimal.

## Nationalmannschaft
Bergara nahm mit der Juniorennationalelf Uruguays an der Junioren-Südamerikameisterschaft 1958 teil und holte mit diesem Team den Titel. Im Verlaufe des Turniers wurde er von Trainer Juan Aguilar fünfmal (kein Tor) eingesetzt.

## Erfolge
- Junioren-Südamerikameister 1958